# Jeux olympiques d'hiver de 2026
Les Jeux olympiques d'hiver de 2026, officiellement appelés les XXVes Jeux olympiques d'hiver, seront célébrés à Milan et Cortina d'Ampezzo, villes élues lors de la 134e session du Comité international olympique le 24 juin 2019 à Lausanne en Suisse.

## Sélection de la ville hôte
La sélection de la ville hôte suit la nouvelle procédure de l'Agenda olympique 2020 avec une phase de dialogue de 2017 à 2018 et une phase de candidature au premier semestre de 2019.
En janvier 2019, à l'issue de la phase de dialogue, seules deux candidatures sont retenues par le CIO.
Le vote a lieu le 24 juin 2019 à Lausanne. Une abstention est comptabilisée au cours du vote.
| Ville candidate           | Pays   | Résultat |
| ------------------------- | ------ | -------- |
| Milan - Cortina d'Ampezzo | Italie | 47       |
| Stockholm - Åre           | Suède  | 34       |
| Abstention                |        | 1        |
| Total                     |        | 82       |

## Organisation

### Identité visuelle
L’emblème des Jeux olympiques est dévoilé en même temps que l’emblème des Jeux paralympiques le 30 mars 2021. Les logos ont été sélectionnés par le public à l'aide d'un vote en ligne.
Cet emblème remplace le logo utilisé durant la phase de candidature et provisoirement entre l'élection et le dévoilement des emblèmes définitifs.

Logo de la candidature de Milan et Cortina d'Ampezzo pour 2026.
Logo temporaire utilisé entre l'élection et mars 2021.
Logo de Milan-Cortina d'Ampezzo 2026.

### Comité d'organisation
La Fondation Milano Cortina 2026 a été créée le 9 décembre 2019. Cette dernière réalise toutes les activités d'organisation, de promotion et de communication des manifestations sportives et culturelles liées à l'organisation de ces Jeux Olympiques et Paralympiques d'hiver.
Vincenzo Novari est le directeur général de Milano Cortina 2026 tandis que Giovanni Malagò assure le poste de président, lui qui est par ailleurs le président du Comité olympique national italien. En novembre 2022, Andrea Varnier succède à Vincenzo Novari.

## Sites de compétition et de cérémonies
Les Jeux de Milan-Cortina présentent quatre zones de compétition réparties entre la Lombardie, la Vénétie et le Trentin-Haut-Adige. L'événement s'appuie sur 93 % de sites existants ou temporaires, notamment à Cortina d'Ampezzo où avaient été organisés les Jeux olympiques d'hiver de 1956. Le stade de biathlon d'Anterselva, les pistes de ski alpin Olimpia delle Tofane à Cortina et la piste du Stelvio à Bormio, les tremplins Giuseppe-Dal-Ben à Predazzo pour le saut à ski, la piste olympique Eugenio-Monti pour le bobsleigh, la luge et le skeleton, Val di Fiemme avec le Stade de fond de Lago di Tesero pour le ski nordique en général, ou le Mediolanum Forum de Milan notamment pour le patinage artistique ont tous déjà accueilli et accueillent encore des épreuves de Coupe du monde ou des championnats du monde dans les disciplines de neige et de glace.
| Ville            | Lieu                                              | Sport-Cérémonie                       | Capacité                   |
| ---------------- | ------------------------------------------------- | ------------------------------------- | -------------------------- |
| Milan            | Stade San Siro                                    | Cérémonies d'ouverture                | 75 923                     |
| Milan            | Milano Santagiulia Ice Hockey Arena (Palaitalia)  | Hockey sur glace                      | 15 000                     |
| Milan            | Unipol Forum                                      | Patinage artistique, Short track      | 12 700                     |
| Milan            | Rho fiera Milano                                  | Patinage de vitesse, Hockey sur glace | 6 500                      |
| Cortina          | Olimpia delle Tofane                              | Ski alpin                             | 1 000 (tribune principale) |
| Cortina          | Stade olympique de glace                          | Curling                               | 7 000                      |
| Cortina          | Piste olympique Eugenio-Monti                     | Bobsleigh, skeleton, Luge             | ?                          |
| Valteline        | Livigno: Mottolino/Sitas, Tagliede/Carosello 3000 | Ski acrobatique, Snowboard            | ?                          |
| Valteline        | Bormio                                            | Ski alpin, Ski-Alpinisme              | ?                          |
| Val di Fiemme    | Tremplins Giuseppe-Dal-Ben                        | Saut à ski, Combiné nordique          | 15 000                     |
| Val di Fiemme    | Stade de fond de Lago di Tesero                   | Ski de fond, Combiné nordique         | 50 000                     |
| Rasun-Anterselva | Südtirol Arena Alto Adige -Anterselva             | Biathlon                              | 9 000                      |
| Vérone           | Arènes de Vérone                                  | Cérémonies de clôture                 | 20 000                     |

### Évolutions des sites de compétitions
Le second stade de hockey était dans le plan initial le PalaLido de Milan et a été remplacé par le PalaSharp.
L'ovale de glace posa un problème pour l'organisation. Bien que les compétitions de patinage de vitesse soient prévues par le plan actuel dans le stade de glace de Baselga di Piné, l'hypothèse de les déplacer à l'Arena Civica de Milan est envisagée, modifiant le règlement olympique qui prévoit que les compétitions de cette discipline doivent avoir lieu en intérieur. Pour vérifier la faisabilité de ce changement de lieu, motivé par les coûts exorbitants d'une hypothétique couverture du stade Baselga di Piné et par les doutes du CIO quant à son utilisation à la fin des compétitions, des tests ont eu lieu en février 2021 à Arena pour tester les caractéristiques de la glace en l'absence de couverture. Finalement, après avoir envisagé une remise à niveau de l'Oval Lingotto, il fut décidé d'établir un lieu de compétition temporaire à la foire de Milan.
La piste de glisse a suscité une controverse en raison de son coût élevé. La reconstruction de la piste olympique Eugenio-Monti et la réhabilitation de Cesana Pariol avaient été rejetées au profit d'une piste étrangère. Cependant, les travaux ont commencé en 2024 sur la piste de bobsleigh de Cortina d'Ampezzo, qui devrait être disponible pour des tests fin 2025. Les écologistes ont manifesté contre ce choix en raison de l'abattage d'un maximum de 500 mélèzes.
Bormio a été retenu pour le ski-alpinisme, discipline qui n'était pas au programme des Jeux lors du processus de candidature.
En janvier 2025, la SIMICO  affirme que 67 % des travaux du centre de glisse avait été réalisés mais des inquiétudes sur la tenue de livraison pour une homologation en mars 2025 sont exprimées ; le COJOP indique que la piste olympique de Lake Placid serait retenue comme plan B. En février 2025, un acte de sabotage perturbe le chantier avec un tuyau de réfrigération qui « a été détaché et retrouvé au milieu de la route ».

## Symboles

### Logo
Au cours de la phase de candidature et dans l'année qui a suivi l'attribution du prix, les comités d'organisation olympique et paralympique ont adopté le même emblème, à savoir un dessin stylisé de la façade de la cathédrale de Milan (qui ressemble à un groupe de montagnes), sillonné au centre du tracé sinueux. conception d'une piste de ski; tout était coloré en vert, blanc et rouge pour rappeler le drapeau italien.
Le choix de l'emblème officiel a été confié à un vote populaire : les deux emblèmes, identifiés comme Dado et Futura, ont été présentés lors de la soirée finale du Festival d21, retransmis le 6 mars sur Rai 1, par la nageuse Federica Pellegrini et par l'ancien skieur Alberto Tomba. Le vote a été ouvert du 7 au 25 mars de la même année et le résultat a été annoncé lors d'un événement de diffusion en direct, organisé le 30 mars à midi simultanément depuis le Hall d'honneur du Foro Italico de Rome et depuis l'Isozaki. Tour à Milan, sur les pages sociales officielles du comité d'organisation, en présence du président du CONI Giovanni Malagò, de la sous-secrétaire d'État à la Présidence du Conseil des ministres chargé du sport Valentina Vezzali et du président du CIP Luca Pancalli.
L'emblème le plus voté a été Futura, qui a reçu 75% des préférences sur un total de 871 566 votes valides en provenance d'Italie et de l'étranger. Cet emblème est constitué d'un signe graphique continu représentant le chiffre 26 de couleur blanc/argent, qui fait référence aux sillons laissés par le passage sur un manteau neigeux. Sous l'emblème se trouve l'inscription MILANO CORTINA 2026 en lettres majuscules et avec les extrémités des lettres M et A tendues vers l'extérieur.

### Hymne
Après le choix de l’emblème, il a été décidé d’utiliser la même méthode pour l’hymne officiel des Jeux.
L'initiative, appelée MiCo Song, à laquelle a également collaboré le ministère de l'Université et de la Recherche et dont la direction artistique a été confiée à Peppe Vessicchio, a impliqué diverses fanfares civiles et militaires, chorales et conservatoires de toute l'Italie pour créer et proposer des chansons originales. inspiré par les valeurs olympiques et paralympiques. Parmi toutes les propositions reçues, deux chansons ont été sélectionnées :le premier, intitulé Fino all'alba, a été composé par Francesco Marrone et Giulio Gianni, deux membres du groupe musical de la Cittadina di Seveso, et est interprété par Arisa; le second, intitulé Un peu plus loin, a été composé par Gaetano Dino Chirico, Veronica Gori, Giovanni Muggeri et Marco Pezzali, étudiants de l'Institut de Musique CPM de Milan et est interprété par Malika Ayane. Tous deux ont été présentés pour la première fois le 2 février 2022, lors de la deuxième soirée du Festival de Sanremo, tandis que le vote en ligne était ouvert à partir de la même date jusqu'au 22 février suivant.
La chanson la plus votée était Until Dawn, qui a reçu 72 % des votes.

### Mascotte
Un vote en ligne a eu lieu le 28 février 2023 pour sélectionner les deux mascottes de l'événement parmi une liste de candidates. Les gagnantes, conçues par les étudiants d'une école de Taverne et inspirées des hermines, ont été présentées lors de la deuxième soirée du Festival de Sanremo 2024, le 7 février 2024. Leurs noms Tina et Milo (dérivés des noms des villes hôtes) ont été révélés, et elles sont présentées comme sœur et frère. Le choix de l'hermine a été expliqué par l'incarnation par ces animaux de « l'esprit italien contemporain » de curiosité, de capacité à changer avec les saisons et à s'adapter à des habitats difficiles. Les deux mascottes principales sont également accompagnées de six fleurs perce-neige, appelées The Flo.

### Torche olympique
La flamme olympique est présentée lors de l'EXPO 2025 au Japon, dans le pavillon italien,.
Elles ont été présentées le 14 avril par quatre athlètes : Stefania Belmondo, dix médailles olympiques et dernière relayeuse de la flamme à Turin 2006 et Bebe Vio, multiple médaillée paralympique, à Milan. Du côté d'Osaka, on retrouvait la championne paralympique Martina Caironi et Carolina Kostner, médaillée olympique de bronze en patinage artistique à Sotchi en 2014. 
Conçus par l’architecte italien Carlo Ratti, les flambeaux sont essentiellement composés de matériaux recyclés, et pourront être remplie jusqu’à dix fois ; le flambeau olympique, qui est composé d’un alliage d’aluminium et de laiton, sera bleu vert, alors que son équivalent pour les Jeux paralympiques sera plutôt couleur bronze.

## Nations participantes
La Russie avait été exclue des Jeux olympiques d'hiver 2022 par l'Agence mondiale antidopage pour dopage organisé mais les athlètes russes pouvaient participer sous la bannière ROC aux couleurs du comité national.
En décembre 2023, le Comité international olympique choisit d'exclure les comités olympiques de Russie et de Biélorussie des Jeux olympiques d'été 2024 après l'invasion de l'Ukraine en 2022 mais qu'il autorisera certains de ses athlètes à participer individuellement en tant Athlètes individuels neutres sans qu'aucune couleur ni aucun symbole ne puissent faire référence à ces deux pays.
En octobre 2024, la participation des équipes russes était toujours incertaine même si, par exemple, l'IIHF a bloqué provisoirement sa place pour participer au tournoi de hockey sur glace. En novembre 2024, l'ISMF autorise cinq russes à participer à la saison 2024/2025, qualificatif pour les Jeux. En décembre 2024, l'ISU adopte un protocole pour permettre à certains athlètes russes et biélorusses de se qualifier pour toutes les épreuves de patinage. Le 27 mai 2025, le CIO confirme la décision d'interdire la participation d'une équipe neutre regroupant des athlètes individuels neutres, confirmant ainsi le repêchages des deux équipes françaises de hockey sur glace pour remplacer la Russie.
Les Émirats arabes unis pourraient participer pour la première fois aux Jeux d'hiver grâce à la performance de leur skieur de slalom Alexander Astridge, la Guinée-Bissau pourrait participer pour la première fois aux Jeux d'hiver grâce à la performance de son skieur de slalom Winston Tang.
| Afrique | Amérique | Asie | Europe | Océanie                                 |
| --- | --- | --- | --- | --------------------------------------- |
| - Afrique du Sud (2) - Érythrée (1) - Guinée-Bissau (1) - Kenya (1) - Madagascar (2) - Maroc (1) - Nigeria (1) - Togo (2) | - Argentine (6) - Bolivie (1) - Brésil (5) - Canada (92) - Chili (3) - Colombie (1) - États-Unis (91) - Haïti (2) - Mexique (4) - Trinité-et-Tobago (2) - Uruguay (1) | - Arabie saoudite (2) - Chine (15) - Corée du Sud (15) - Émirats arabes unis (1) - Hong Kong (1) - Inde (2) - Iran (4) - Japon (39) - Kazakhstan (11) - Kirghizistan (2) - Liban (1) - Malaisie (1) - Mongolie (2) - Ouzbékistan (3) - Philippines (1) - Singapour (1) - Taipei chinois (Taïwan) (4) - Thaïlande (2) | \| - Albanie (2) - Allemagne (88) - Andorre (6) - Arménie (4) - Autriche (21) - Azerbaïdjan (1) - Belgique (12) - Bosnie-Herzégovine (3) - Bulgarie (14) - Chypre (2) - Croatie (5) - Danemark (33) - Espagne (12) - Estonie (21) - Finlande (80) - France (86) - Géorgie (7) - Grande-Bretagne (23) - Grèce (5) - Hongrie (8) - Irlande (4) - Islande (4) - Israël (3) \| - Italie (135) - Kosovo (2) - Lettonie (43) - Liechtenstein (4) - Lituanie (15) - Luxembourg (2) - Macédoine du Nord (3) - Malte (1) - Monaco (1) - Monténégro (2) - Norvège (35) - Pays-Bas (4) - Pologne (21) - Portugal (3) - Roumanie (10) - Serbie (4) - Slovaquie (35) - Slovénie (18) - Suède (89) - Suisse (89) - Tchéquie (80) - Turquie (4) - Ukraine (17) \| | - Australie (13) - Nouvelle-Zélande (2) |
| 8 pays | 11 pays | 18 pays | 46 pays | 2 pays                                  |
| - Athlètes individuels neutres (1) | | | |                                         |
| - Albanie (2) - Allemagne (88) - Andorre (6) - Arménie (4) - Autriche (21) - Azerbaïdjan (1) - Belgique (12) - Bosnie-Herzégovine (3) - Bulgarie (14) - Chypre (2) - Croatie (5) - Danemark (33) - Espagne (12) - Estonie (21) - Finlande (80) - France (86) - Géorgie (7) - Grande-Bretagne (23) - Grèce (5) - Hongrie (8) - Irlande (4) - Islande (4) - Israël (3) | - Italie (135) - Kosovo (2) - Lettonie (43) - Liechtenstein (4) - Lituanie (15) - Luxembourg (2) - Macédoine du Nord (3) - Malte (1) - Monaco (1) - Monténégro (2) - Norvège (35) - Pays-Bas (4) - Pologne (21) - Portugal (3) - Roumanie (10) - Serbie (4) - Slovaquie (35) - Slovénie (18) - Suède (89) - Suisse (89) - Tchéquie (80) - Turquie (4) - Ukraine (17) | | |                                         |

## Compétitions

### Sports au programme

#### Nouveautés
En juillet 2021, le CIO propose lors de sa 138e session d'inclure le ski-alpinisme en tant que sport additionnel : la nouvelle discipline comptera cinq épreuves (sprints femmes et hommes, courses individuelles femmes et hommes, et relais mixte).
La fédération de ski souhaitait intégrer le combiné nordique féminin, dernier sport olympique d'hiver à ne pas être mixte ; en effet, un classement féminin est apparu lors de la Coupe du monde 2020-2021. Ce projet a été finalement refusé par la commission exécutive du CIO, tout comme le ski cross par équipe mixte et le snowboard parallèle par équipe mixte. La FIS avait également émis le souhait que le télémark soit représenté.

#### Changements
- ski-alpinisme (+3) : nouveau sport olympique avec trois épreuves (sprint hommes, sprint femmes et relais mixte),
- luge (+1 et ch.) : ajout d'une épreuve de double féminin et remplacement d'une épreuve double "open" par une épreuve de double masculin,
- skeleton (+1) : ajout d'une épreuve par équipe mixte,
- saut à ski (+1) : ajout d'une épreuve individuelle féminin sur grand tremplin,
- ski acrobatique (+2) : ajout d'une épreuve bosses en parallèle masculin et féminin,
- ski alpin (-1 ) : suppression de l'épreuve parallèle par équipe mixte et modification des épreuves combiné en compétitions par équipes masculin et féminin.

#### Disciplines
Ces Jeux comprennent 116 épreuves (54 épreuves masculines, 50 féminines et 12 mixtes) pour seize disciplines.

| Disciplines                          | Disciplines            | Hommes | Femmes | Mixte | Total |
| ------------------------------------ | ---------------------- | ------ | ------ | ----- | ----- |
| Biathlon                             | Biathlon               | 5      | 5      | 1     | 11    |
| Bobsleigh                            | Bobsleigh              | 2      | 2      |       | 4     |
| Combiné nordique                     | Combiné nordique       | 3      |        |       | 3     |
| Curling                              | Curling                | 1      | 1      | 1     | 3     |
| Hockey sur glace                     | Hockey sur glace       | 1      | 1      |       | 2     |
| Luge                                 | Luge                   | 2      | 2      | 1     | 5     |
| Patinage artistique                  | Patinage artistique    | 1      | 1      | 3     | 5     |
| Patinage de vitesse                  | Patinage de vitesse    | 7      | 7      |       | 14    |
| Patinage de vitesse sur piste courte | Short track            | 4      | 4      | 1     | 9     |
| Saut à ski                           | Saut à ski             | 3      | 2      | 1     | 6     |
| Skeleton                             | skeleton               | 1      | 1      | 1     | 3     |
| Ski acrobatique                      | Ski acrobatique        | 7      | 7      | 1     | 15    |
| Ski alpin                            | Ski alpin              | 5      | 5      |       | 10    |
| Ski alpinisme                        | Ski alpinisme          | 1      | 1      | 1     | 3     |
| Ski de fond                          | Ski de fond            | 6      | 6      |       | 12    |
| Snowboard                            | Snowboard              | 5      | 5      | 1     | 11    |
| Total (16 disciplines)               | Total (16 disciplines) | 54     | 50     | 12    | 116   |

### Calendrier
|  | Cérémonies |  | Jour de compétition | 4 | Jour de finale (Nombre de finales) |  | Gala d’exhibition |

| Sports                             | Sports           | Sports                          | Jour de compétition (février 2026) | Jour de compétition (février 2026) | Jour de compétition (février 2026) | Jour de compétition (février 2026) | Jour de compétition (février 2026) | Jour de compétition (février 2026) | Jour de compétition (février 2026) | Jour de compétition (février 2026) | Jour de compétition (février 2026) | Jour de compétition (février 2026) | Jour de compétition (février 2026) | Jour de compétition (février 2026) | Jour de compétition (février 2026) | Jour de compétition (février 2026) | Jour de compétition (février 2026) | Jour de compétition (février 2026) | Jour de compétition (février 2026) | Jour de compétition (février 2026) | Jour de compétition (février 2026) |
| Sports                             | Sports           | Sports                          | 4                                  | 5                                  | 6                                  | 7                                  | 8                                  | 9                                  | 10                                 | 11                                 | 12                                 | 13                                 | 14                                 | 15                                 | 16                                 | 17                                 | 18                                 | 19                                 | 20                                 | 21                                 | 22                                 |
| ---------------------------------- | ---------------- | ------------------------------- | ---------------------------------- | ---------------------------------- | ---------------------------------- | ---------------------------------- | ---------------------------------- | ---------------------------------- | ---------------------------------- | ---------------------------------- | ---------------------------------- | ---------------------------------- | ---------------------------------- | ---------------------------------- | ---------------------------------- | ---------------------------------- | ---------------------------------- | ---------------------------------- | ---------------------------------- | ---------------------------------- | ---------------------------------- |
| Cérémonies                         | Cérémonies       | Drapeau olympique               |                                    |                                    | O                                  |                                    |                                    |                                    |                                    |                                    |                                    |                                    |                                    |                                    |                                    |                                    |                                    |                                    |                                    |                                    | C                                  |
| Curling                            | Curling          | Pictogramme Curling             | C                                  | C                                  | C                                  | C                                  | C                                  | C                                  | 1                                  | C                                  | C                                  | C                                  | C                                  | C                                  | C                                  | C                                  | C                                  | C                                  | C                                  | 1                                  | 1                                  |
| Glisse                             | Bobsleigh        | Pictogramme Bobsleigh           |                                    |                                    |                                    |                                    |                                    |                                    |                                    |                                    |                                    |                                    |                                    | C                                  | 1                                  | 1                                  |                                    |                                    | C                                  | 1                                  | 1                                  |
| Glisse                             | Luge             | Pictogramme Luge                |                                    |                                    |                                    | C                                  | 1                                  | C                                  | 1                                  | 2                                  | 1                                  |                                    |                                    |                                    |                                    |                                    |                                    |                                    |                                    |                                    |                                    |
| Glisse                             | Skeleton         | Pictogramme Skeleton            |                                    |                                    |                                    |                                    |                                    |                                    |                                    |                                    | C                                  | 1                                  | 1                                  | 1                                  |                                    |                                    |                                    |                                    |                                    |                                    |                                    |
| Hockey sur glace                   | Hockey sur glace | Pictogramme Hockey sur glace    | C                                  | C                                  | C                                  | C                                  | C                                  | C                                  | C                                  | C                                  | C                                  | C                                  | C                                  | C                                  | C                                  | C                                  | C                                  | 1                                  | C                                  | C                                  | 1                                  |
| Patinage                           | Artistique       | Pictogramme Patinage artistique |                                    |                                    | C                                  | C                                  | 1                                  | C                                  | C                                  | 1                                  |                                    | 1                                  |                                    | C                                  | 1                                  | C                                  |                                    | 1                                  |                                    | G                                  |                                    |
| Patinage                           | Vitesse          | Pictogramme Patinage de vitesse |                                    |                                    |                                    | 1                                  | 1                                  | 1                                  |                                    | 1                                  | 1                                  | 1                                  | 1                                  | 1                                  |                                    | 2                                  |                                    | 1                                  | 1                                  | 2                                  |                                    |
| Patinage                           | Short-track      | Pictogramme Short-track         |                                    |                                    |                                    |                                    |                                    |                                    | 1                                  |                                    | 2                                  |                                    | 1                                  |                                    | 1                                  |                                    | 2                                  |                                    | 2                                  |                                    |                                    |
| Ski acrobatique                    | Ski acrobatique  | Pictogramme Ski acrobatique     |                                    |                                    |                                    | C                                  |                                    | 1                                  | 1                                  | 1                                  | 1                                  |                                    | 1                                  | 1                                  | 1                                  | 1                                  | 1                                  | 1                                  | 2                                  | 3                                  |                                    |
| Ski alpin                          | Ski alpin        | Pictogramme Ski alpin           |                                    |                                    |                                    | 1                                  | 1                                  | 1                                  | 1                                  | 1                                  | 1                                  |                                    | 1                                  | 1                                  | 1                                  |                                    | 1                                  |                                    |                                    |                                    |                                    |
| Ski alpinisme                      | Ski alpinisme    | Pictogramme Ski-alpinisme       |                                    |                                    |                                    |                                    |                                    |                                    |                                    |                                    |                                    |                                    |                                    |                                    |                                    |                                    |                                    | 2                                  |                                    | 1                                  |                                    |
| Ski nordique                       | Biathlon         | Pictogramme Biathlon            |                                    |                                    |                                    |                                    | 1                                  |                                    | 1                                  | 1                                  |                                    | 1                                  | 1                                  | 2                                  |                                    | 1                                  | 1                                  |                                    | 1                                  | 1                                  |                                    |
| Ski nordique                       | Combiné nordique | Pictogramme Combiné nordique    |                                    |                                    |                                    |                                    |                                    |                                    |                                    | 1                                  |                                    |                                    |                                    |                                    |                                    | 1                                  |                                    | 1                                  |                                    |                                    |                                    |
| Ski nordique                       | Saut à ski       | Pictogramme Saut à ski          |                                    |                                    |                                    | 1                                  |                                    | 1                                  | 1                                  |                                    |                                    |                                    | 1                                  | 1                                  | 1                                  |                                    |                                    |                                    |                                    |                                    |                                    |
| Ski nordique                       | Ski de fond      | Pictogramme Ski de fond         |                                    |                                    |                                    | 1                                  | 1                                  |                                    | 2                                  |                                    | 1                                  | 1                                  | 1                                  | 1                                  |                                    |                                    | 2                                  |                                    |                                    | 1                                  | 1                                  |
| Snowboard                          | Snowboard        | Pictogramme Snowboard           |                                    | C                                  |                                    | 1                                  | 2                                  | 1                                  |                                    | C                                  | 2                                  | 2                                  |                                    | 1                                  | C                                  | 1                                  | 1                                  |                                    |                                    |                                    |                                    |
|                                    |                  |                                 | 4                                  | 5                                  | 6                                  | 7                                  | 8                                  | 9                                  | 10                                 | 11                                 | 12                                 | 13                                 | 14                                 | 15                                 | 16                                 | 17                                 | 18                                 | 19                                 | 20                                 | 21                                 | 22                                 |
| Jour de compétition (février 2026) |                  |                                 |                                    |                                    |                                    |                                    |                                    |                                    |                                    |                                    |                                    |                                    |                                    |                                    |                                    |                                    |                                    |                                    |                                    |                                    |                                    |

### Tableau de médailles
- Pays organisateur ( Italie)

| Rang | Nation | Or | Argent | Bronze | Total |
| ---- | ------ | -- | ------ | ------ | ----- |
| 1    | Italie | 0  | 0      | 0      | 0     |

## Droits télévisés
Ci-dessous la liste des diffuseurs sélectionnés pour les JO d'hiver de 2026 et 2030 ainsi que les JO d'été de 2028 et 2032 :
- Canada - Radio-Canada (fr) / CBC (an) / RDS (fr) / TSN (an)[33]
- Corée du Sud – JTBC[34]
- États-Unis – NBC[35]
- France : France Télévisions / Eurosport[36]
- Italie - RAI, Eurosport Italia

Le 16 janvier 2023, le CIO a annoncé avoir renouvelé son accord de droits de diffusion européens avec Warner Bros. Discovery Sports, qui durera de 2026 à 2032. Le contrat couvre les droits de télévision payante et de streaming des Jeux olympiques d'été, d'hiver et de la jeunesse sur Eurosport et Discovery+ dans 49 territoires européens. Contrairement au contrat précédent, où la société mère Discovery, Inc. était responsable de la sous-licence à des diffuseurs dans chaque pays,, des droits en clair ont été attribués simultanément à l'Union européenne de radio-télévision (UER) et à ses membres, couvrant au moins 100 heures de contenu lors de chaque Jeux olympiques d'hiver.
Aux États-Unis, ces Jeux seront à nouveau diffusés par les propriétés de NBCUniversal, dans le cadre de son contrat de 7,75 milliards de dollars pour diffuser les Jeux olympiques jusqu'en 2032. Selon les nouveaux accords de droits médiatiques de la National Football League (NFL) qui débutent en 2023, NBC diffusera également le Super Bowl (qui est maintenant tourné entre les quatre principales chaînes de télévision gratuites commerciales des États-Unis) pendant les années des Jeux olympiques d'hiver couvertes par le contrat,.